# Höchstadt an der Aisch
Höchstadt an der Aisch (oficial: Höchstadt a. d. Aisch) é uma cidade da Alemanha localizada no distrito de Erlangen-Höchstadt, região administrativa de Média Francónia, estado da Baviera.

## Bairros
A cidade é dividida em 25 bairros:
| - Ailersbach - Antoniuskapelle - Biengarten - Bösenbechhofen - Etzelskirchen - Fallmeisterei - Förtschwind - Greiendorf - Greienmühle | - Greuth - Großneuses - Höchstadt a.d.Aisch - Jungenhofen - Kieferndorf - Kleinneuses - Lappach - Mechelwind | - Medbach - Mohrhof - Nackendorf - Saltendorf - Schwarzenbach - Sterpersdorf - Weidendorf - Zentbechhofen |

## Cidadãos notórios
- Johann Baptiste von Spix (1781—1826), naturalista